# 100 Demons
100 Demons – amerykańska grupa muzyczna ze stanu Connecticut powstała w roku 2000, która gra metalcore. Członkowie owej grupy są wielkimi fanami tatuażu, dlatego też nazwę dla swojego zespołu wzięli z japońskiej książki o tematyce robienia tatuaży.
Po dość długim czasie koncertowania w rodzimym stanie podpisali umowę płytową z wytwórnią Deathwish Inc. w roku 2003. Ich debiutancki album nagrany został w Planet Z Studios wraz z pomocą producenta Zeussa, która wcześniej współpracował z takimi grupami jak Hatebreed czy Shadows Fall.
Ich teledysk do utworu Repeat Process można było obejrzeć podczas jednego z odcinków programu Headbangers Ball, emitowanego na kanale MTV.

## Muzycy
- Pete Morcey – wokal
- Rich Rosa – perkusja
- Jeremy Braddock – gitara elektryczna
- Rick Brayall – gitara elektryczna
- Erik Barrett – gitara basowa

## Dyskografia
- In the Eyes of the Lord (2000, Good Life Recordings)
- 100 Demons (2003, Deathwish Inc.)